# Bonnier Publications
Bonnier Publications A/S är ett Bonnierägt medieföretag med säte i Danmark och är en del av Bonnier Magazine Group. Företagets och dess dotterföretags huvudsakliga verksamhet består av tidskriftsutgivning, på den danska, svenska, norska, holländska och finska marknaden. De flesta tidskrifterna produceras på danska och översätts därefter till bland annat svenska, norska och finska.
Utöver tidskrifter producerar man även videofilmer, CD-rom och böcker för de skandinaviska marknaderna.

## Tidskriftutgivning

### På danska
- Aktiv Træning
- ARENA
- Bil Magasinet
- BO BEDRE
- BO BEDRE specialmagasin
- Bolig Magasinet
- Cosmopolitan
- Costume
- Dansk Magazine
- Digital FOTO
- Digitalmagasinet
- FHM
- Gør Det Selv
- Hjernetraener
- I FORM
- Illustreret Videnskab
- Illustreret Videnskab Historie
- Komputer for alle
- M!
- National Geographic Danmark
- Penge & Privatøkonomi
- Videnskabens Univers
- VMax
- Woman

### På finska
- Digikuva
- Divaani
- KotiMikro
- Kuntoplus
- National Geographic Suomi
- Olivia
- Tieteen Kuvalehti
- Tieteen Kuvalehti Historia

### På nederländska
- Wetenschap in Beeld

### På norska
Utges av Bonnier Publications International AS
- Digital Foto
- National Geographic Norge
- Gjør Det Selv
- Illustrert Vitenskap
- Komputer for alle
- I Form
- Aktiv Trening

Utges av Bonnier Blader
- Hagen for alle
- Spis Bedre

Utges av Bonnier Media
- FHM
- Woman
- Costume

Utges av Bonnier Media II
- Tara
- Illustrert Vitenskap Historie
- Bolig Pluss
- Bo Bedre

### På svenska
- Aktiv Träning
- Digitalfoto för alla
- Gör Det Själv
- I Form
- Illustrerad Vetenskap
- National Geographic Sverige
- PC-Tidningen
- Vi i Villa
- Världens Historia